# دونكان هودج
دونكان هودج (بالإنجليزية: Duncan Hodge)‏ هو لاعب اتحاد الرغبي بريطاني، ولد في 18 أغسطس 1974 في دامفريس ‏ في المملكة المتحدة.

## وصلات خارجية
- دونكان هودج عل موقع إسبنسكروم (الإنجليزية)
- دونكان هودج على موقع ItsRugby.co.uk (الإنجليزية)